# Dari
Denna artikel handlar om språket Dari. För mattan, se Dari (textil).
Dari (دری, uttal: [dæˈɾi]), även fārsi-ye dari (فارسی دری), är namnet på den högspråksvariant av persiska som talas i Afghanistan och Pakistan. Dari tillhör den iranska grenen av den indoeuropeiska språkfamiljen.
Fram till år 1964 användes namnet fārsi i såväl Iran och Tadzjikistan som i Afghanistan. Dari skiljer sig väldigt lite från den iranska standardpersiskan, men har i viss mån bevarat ett mer arkaiskt uttal i form av de långa vokalerna e och o. Den iranska standardpersiskan har lånat många ord från franska medan dari lånat dessa motsvarigheter från engelska. Dari har även färre arabiska lånord än standardpersiskan, särskilt namn på frukter och grönsaker. Här nedan följer några exempel.
| Svenska | Dari                    | Urdu                                         | Arabiska                 | Persiska                   |
| ------- | ----------------------- | -------------------------------------------- | ------------------------ | -------------------------- |
| Banan   | کیله (uttal: kéla)      | کیله (uttal: kéla)                           | موز (uttal: mouz)        | موز (uttal: mouz)          |
| Apelsin | مالته (uttal: mâlta)    | مالته (uttal: mâlta)                         | برتقال (uttal: bortaqal) | پرتقال. (uttal: portaghâl) |
| Gurka   | بادرنگ (uttal: bâdrang) | بادرنگ (uttal: bâdrang)/خیار (uttal: khiyâr) | خیار (uttal: khiyar)     | خیار (uttal: khiyâr)       |
| Farbror | کاکا (uttal: kâkâ)      | کاکا (uttal: kâkâ)/چچا (uttal: châchâ)       | عَمّ (uttal: 'amou)        | عمو (uttal: amou)          |

Termen dari ("hörande till hovet") syftar historiskt även på den äldsta varianten av nypersiskan som talades från 900- till 1100-talet i hela det persiskspråkiga området. 1964 bytte Afghanistans regering namn på landets nationella språk från fārsi till dari för att markera en nationell identitet skild från Iran. Dari är officiellt skriftspråk i Afghanistan tillsammans med pashto och talas av drygt hälften av invånarna. 
Befolkningsgrupperna tadzjiker, hazarer och aimaker talar dari i Afghanistan, och språket dominerar i flera av de större städerna såsom Kabul, Mazar-e Sharif och Herat. Dessa befolkningsgrupper benämns även som fārsizabân ("persisktalande") i Afghanistan.
Större delen av Afghanistans befolkning har dari som modersmål (ca 60%). Anledningen till hela befolkningen i Afghanistan kan förstå och tala dari beror på att persiska historiskt varit lingua franca inom kultur och lärdom för olika folkgrupper.

## Fonologi

### Konsonanter
|             | Bilabial | Dental-alveolar | Palatal  | Velar  | Uvular | Glottal |
| ----------- | -------- | --------------- | -------- | ------ | ------ | ------- |
| Nasal       | m        | n               |          | ŋ      |        |         |
| Klusil      | p \| b   | t \| d          |          | k \| g | q      | ʔ       |
| Affrikat    |          | t͡s \| d͡z        | t͡ʃ \| d͡ʒ |        |        |         |
| Frikativ    | f \| v   | s \| z          | ʃ \| ʒ   | x \| ɣ |        | h       |
| Tremulant   |          | r               |          |        |        |         |
| Lateral     |          | l               |          |        |        |         |
| Approximant | w        |                 | j        |        |        |         |

Källa:

### Vokaler
|              | Främre | Central | Bakre |
| ------------ | ------ | ------- | ----- |
| Sluten       | i      |         | u     |
| Mellansluten | e      |         | o     |
| Öppen        |        | a       |       |

Vokaler [e] och [o] kan också realiseras som långa. 
Källa: